# Oshima (roman)
Pour les articles homonymes, voir Oshima.
Oshima est un roman d’anticipation et de collapsologie paru en 2019 écrit par Serge Lamothe et publié aux éditions Alto. Il a été finaliste au Prix des Horizons imaginaires en 2020.

## Résumé
En 2043, Akamaru, un jeune Eurasien établi à Paris, entreprend un périple de dix mille kilomètres pour rejoindre Oshima, au Japon, son île natale.
Alors que l’écroulement de la civilisation thermo-industrielle entraîne déjà de graves pénuries et les crises sociales se multiplient, le pire se produit : un Effondrement global des réseaux (EGR) paralyse Internet et tous les systèmes électriques ou électroniques. La terre entière se retrouve plongée dans l’obscurité et le silence.
Akamaru se résout à quitter des êtres chers pour répondre à l’appel de son père mourant. Sur une route semée d’embûches, il évite les pièges d’un monde soumis au chaos et rencontre des alliés qui le soutiennent dans sa quête.

## Genre
Roman de la route et d’anticipation qui s’inscrit dans une tradition littéraire généraliste et qui explore les thèmes chers à l’auteur : l’érotisme et la mort, les liens filiaux et la condition humaine.

## Extraits
- « J’aurais souhaité, juste une fois, m’endormir le soir et m’éveiller au matin dans ses bras dorés. Lové en nous. Traverser la nuit opaque et sans fond de nos consciences abolies dans le rêve. Revenir à nous dans l’éblouissement de l’éveil. Défier ce ciel bouché de toutes parts et le maudire de nous avoir abandonnés dans un monde suppliant et froid. Cela n’est jamais arrivé. » (p. 30)
- « Nous mentir à nous-mêmes et aux autres, c’est ce que nous aurons tous fait de mieux : toi, moi, Amandine. Leila, Kiyoharu, et même Tetsu. Nos mensonges ont brûlé dans les temples, ils se sont répandus dans les rivières et ils ont corrompu jusqu’à la mer, réveillé des volcans et provoqué des raz-de-marée ! Ils se sont posés sur chacune des branches du ginkgo et ils ont essaimé partout dans l’univers, portés par un vent furieux ! Vos mensonges vous libéreront ! Ah oui ? Mais de quoi ? De la crainte d’être soi. De devenir notre seul et unique possible. » (p. 277)

### Sources
- Christian Desmeules dans le Devoir, « Chronique de coeurs crevés par un monde lourd »
- Natalia Wysocka dans La Presse, « Oshima, une grande épopée »
- Mario Cloutier sur Littérature du Québec, 30 août 2019, « La résilience de Serge Lamothe »
- Yvon Paré sur En toutes lettres, Entrevue du 28 novembre 2019, « Que faire de nos mensonges »